# Gozmar
Die Grafen Gozmar waren ein nur fragmentarisch dokumentiertes Geschlecht von fränkischen Amtsgrafen im nördlichen Hessen, an Eder und Werra, die dort um etwa 850 und wieder im 11. Jahrhundert beurkundet sind. Sie sind die mutmaßlichen Ahnherren der Grafen von Reichenbach und der Grafen von Ziegenhain.
Gebiete an der mittleren und unteren Eder und insbesondere um das heutige Bad Wildungen in Nordhessen waren schon in der älteren post-karolingischen Epoche und zur Zeit der Konradiner-Vorherrschaft in Hessen zumindest teilweise im Besitz bzw. unter der Verwaltung der Grafen Gozmar. So ist beurkundet, dass im Jahre 850 ein Gozmar seine Besitzungen in den sieben im Raum Frankenberg-Waldeck-Wildungen liegenden Dörfern Affoldern, Buhlen, Gleichen, Haine, Mehlen, Schreufa und Viermünden dem Kloster Fulda schenkte.
Danach klafft eine lange dokumentarische Lücke in der Geschichte des Geschlechts, aber es wird davon ausgegangen, dass ein Zweig des Hauses wohl schon seit etwa 750, der Zeit der fränkischen Eroberung des Gebiets unter Pippin dem Jüngeren, auf der Burg Reichenbach im heutigen Stadtteil Reichenbach von Hessisch Lichtenau ansässig war und dort als Amtsgrafen fungierte.
Um die Mitte des 11. Jahrhunderts, wohl zur Zeit von Graf Gozmar (* um 1020, † nach 1062), der 1062 als Hochvogt von Fulda beurkundet ist, legten sie auf dem Reichenberg, auf dem bereits im 5. Jahrhundert eine chattische Wallburg gegen die Hermunduren gestanden hatte, auf der Grundlage einer Vorgängerburg eine neue Burg an. Gozmars Sohn Gozmar I. (* um 1045, † nach 1117), seit 1108 Domvogt von Fulda, nannte sich als erster Graf von Reichenbach. Nach seinem Tod spaltete sich das Haus mit seinen Söhnen Gozmar II. († 1141) und Rudolf I. (* um 1070, † nach 1123) in eine (ältere) Ziegenhainer und eine (jüngere) Reichenbacher Linie.
Ob der von 1028 bis Dezember 1036 als Bischof in Osnabrück amtierende Gozmar ein Spross dieses Hauses war, ist nicht geklärt.